# Trammps
Trammps è il primo album dei The Trammps, inciso nel 1975.

## Tracce
1. Stop And Think
2. Trusting Heart
3. Every Dream I Dream Is You
4. Love Epidemic
5. Save A Place
6. Trammps Disco Theme
7. Where Do We Go From Here
8. Down Three Dark Streets
9. I Know That Feeling